# Burgh
Um burgh foi um tipo de incorporação municipal autônoma, geralmente uma vila, que existiu na Escócia desde o século XII. O reconhecimento da condição de burgh, entretanto, tem pouco mais que valor cerimonial. A maior parte dos burghs reais mantêm o título para propósitos cerimoniais. O chefe titular de um burgh chama-se provost.